# Ferenc III Nádasdy
Ferenc Nádasdy (Gornja Radgona, 1708 – Karlovac, 1783) è stato un militare ungherese.

## Biografia
Conosciuto anche come Ferenc  Lipót, Discendente di una famiglia magnatizia, fiera dell'indipendenza ungherese,  fu, invece, fedele agli Asburgo e alla regina Maria Teresa, partecipando alla guerra di Successione austriaca e alla guerra dei Sette anni. A lui si attribuisce parte del  merito della vittoria austriaca alla battaglia di Kolín (18 giugno 1757), dove per la prima volta le truppe prussiane furono fermate.